# Víctor del Corral Morales
Víctor Manuel del Corral Morales (Barcelona, 13 de mayo de 1980) es un deportista español que compitió en duatlón y triatlón.
Ganó dos medallas en el Campeonato Mundial de Duatlón de 2011 y dos medallas en el Campeonato Europeo de Duatlón en los años 2010 y 2011. Además, obtuvo tres medallas en el Campeonato Europeo de Triatlón Campo a Través entre los años 2010 y 2012.

## Palmarés internacional
| Campeonato Mundial | Campeonato Mundial | Campeonato Mundial | Campeonato Mundial |
| Año                | Lugar              | Medalla            | Prueba             |
| ------------------ | ------------------ | ------------------ | ------------------ |
| 2011               | Gijón (España)     | Medalla de plata   | Individual         |
| 2011               | Gijón (España)     | Medalla de bronce  | Relevo mixto       |
| Campeonato Europeo |                    |                    |                    |
| Año                | Lugar              | Medalla            | Prueba             |
| 2010               | Nancy (Francia)    | Medalla de plata   | Individual         |
| 2011               | Limerick (Irlanda) | Medalla de plata   | Individual         |

| Campeonato Europeo | Campeonato Europeo     | Campeonato Europeo | Campeonato Europeo |
| Año                | Lugar                  | Medalla            | Prueba             |
| ------------------ | ---------------------- | ------------------ | ------------------ |
| 2010               | Myjava (Eslovaquia)    | Medalla de plata   | Individual         |
| 2011               | Visegrád (Hungría)     | Medalla de oro     | Individual         |
| 2012               | La Haya (Países Bajos) | Medalla de oro     | Individual         |